# 위안양차오판

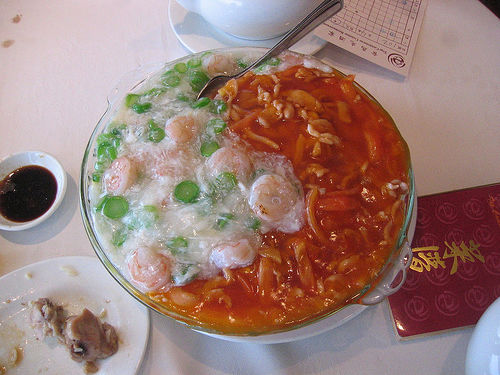
위안양차오판

위안양차오판(중국어 정체자: 鴛鴦炒飯, 간체자: 鸳鸯炒饭, 병음: Yuānyang chǎofàn) 또는 원앙볶음밥은 토마토 소스, 화이트 소스를 태극 모양으로 동시에 넣은 볶음밥이다. 다른 중국 요리와는 달리 서양식 소스를 사용해 조리하는 것이 특징이며, 홍콩과 마카오의 음식점에서 흔히 찾아볼 수 있는 음식이다.

## 같이 보기
- 볶음밥
- 양저우차오판
- 푸젠차오판